# 罗歇·韦雷
罗歇·韦雷（法語：Roger Verey，1912年3月14日—2000年9月6日），波兰男子赛艇运动员。他曾代表波兰参加1936年夏季奥林匹克运动会赛艇比赛，搭档耶日·乌斯图普斯基获得男子双人双桨铜牌。